# 加藤蓮
加藤 蓮（かとう れん、1999年12月28日 - ）は、北海道小樽市出身のプロサッカー選手。Jリーグ・横浜F・マリノス所属。ポジションはディフェンダー。

## 来歴
小学校から高校までは北海道コンサドーレ札幌のアカデミーに在籍。しかしトップチームに昇格することはできず、高校卒業後は明治大学に進学した。同大サッカー部在籍中、東京ヴェルディとの練習試合でのプレーが評価され、2021年6月に東京ヴェルディの練習に参加。9月17日、2022年シーズンからの東京ヴェルディ加入内定、並びに特別指定選手承認が発表された。なお既に同期の稲見哲行も東京ヴェルディ加入が内定しており、2人はプロでもチームメイトになることとなった。
2022年3月13日、J2リーグ第4節のザスパクサツ群馬戦でプロデビュー。4月3日、第8節の大分トリニータ戦でプロ初ゴールを挙げた。
2023年12月27日、横浜F・マリノスに完全移籍で加入することが発表された。
2024年8月24日のJ1第28節・セレッソ大阪戦でJ1初ゴールを決めた。

## 所属クラブ
- 銭函サッカースポーツ少年団（小樽市立銭函小学校）
- 北海道コンサドーレ札幌U-12（小樽市立銭函小学校）
- 2012年 - 2014年 コンサドーレ札幌U-15（小樽市立銭函中学校）
- 2015年 - 2017年 北海道コンサドーレ札幌U-18（北海道札幌あすかぜ高等学校）
- 2018年 - 2021年 明治大学
  - 2021年9月 - 同年12月  東京ヴェルディ（特別指定選手）
- 2022年 - 2023年  東京ヴェルディ
- 2024年 -  横浜F・マリノス

## 個人成績
| 国内大会個人成績 | 国内大会個人成績 | 国内大会個人成績 | 国内大会個人成績 | 国内大会個人成績 | 国内大会個人成績 | 国内大会個人成績 | 国内大会個人成績 | 国内大会個人成績 | 国内大会個人成績 | 国内大会個人成績 | 国内大会個人成績 |
| 年度             | クラブ           | 背番号           | リーグ           | リーグ戦         | リーグ戦         | リーグ杯         | リーグ杯         | オープン杯       | オープン杯       | 期間通算         | 期間通算         |
| 年度             | クラブ           | 背番号           | リーグ           | 出場             | 得点             | 出場             | 得点             | 出場             | 得点             | 出場             | 得点             |
| 日本             | 日本             | 日本             | 日本             | リーグ戦         | リーグ戦         | リーグ杯         | リーグ杯         | 天皇杯           | 天皇杯           | 期間通算         | 期間通算         |
| ---------------- | ---------------- | ---------------- | ---------------- | ---------------- | ---------------- | ---------------- | ---------------- | ---------------- | ---------------- | ---------------- | ---------------- |
| 2022             | 東京V            | 26               | J2               | 30               | 3                | -                | -                | 1                | 0                | 31               | 3                |
| 2023             | 東京V            | 26               | J2               | 39               | 2                | -                | -                | 0                | 0                | 39               | 2                |
| 2024             | 横浜FM           | 16               | J1               | 27               | 1                | 1                | 0                | 5                | 0                | 33               | 1                |
| 2025             | 横浜FM           | 16               | J1               |                  |                  |                  |                  |                  |                  |                  |                  |
| 通算             | 日本             | 日本             | J1               | 27               | 1                | 1                | 0                | 5                | 0                | 33               | 1                |
| 通算             | 日本             | 日本             | J2               | 69               | 5                | -                | -                | 1                | 0                | 70               | 5                |
| 総通算           | 総通算           | 総通算           | 総通算           | 96               | 6                | 1                | 0                | 6                | 0                | 103              | 6                |

- 2021年 特別指定選手としての公式戦出場無し
- その他の公式戦
  - 2023年 J1昇格プレーオフ 1試合0得点

| 国際大会個人成績 | 国際大会個人成績 | 国際大会個人成績 | 国際大会個人成績 | 国際大会個人成績 |
| 年度             | クラブ           | 背番号           | 出場             | 得点             |
| AFC              | AFC              | AFC              | ACL              | ACL              |
| ---------------- | ---------------- | ---------------- | ---------------- | ---------------- |
| 2023-24          | 横浜FM           | 16               | 4                | 0                |
| 通算             | AFC              | AFC              | 4                | 0                |